# Howard Sant-Roos
Howard Powell Sant-Roos Olano (ur. 13 lutego 1991 w Hawanie) – kubański koszykarz, występujący na pozycjach rzucającego obrońcy lub niskiego skrzydłowego, obecnie zawodnik Panathinaikosu.
W 2017 reprezentował Denver Nuggets, podczas rozgrywek letniej ligi NBA.

## Osiągnięcia
Stan na 20 listopada 2021, na podstawie, o ile nie zaznaczono inaczej.
Drużynowe
- Mistrz:
  - Eurocup (2018)
  - Czech (NBL – 2016, 2017)
  - Grecji (2021)
- Brązowy medalista ligi greckiej (2019)
- Zdobywca:
  - pucharu:
    - Interkontynentalnego FIBA (2019)
    - Czech (2017)
    - Grecji (2021)

  - Superpucharu Grecji (2021)

Indywidualne
- Obrońca roku ligi greckiej (2019, 2021)
- Uczestnik meczu gwiazd ligi czeskiej (2017)
- Lider w przechwytach:
  - Eurocup (2018 – 2)
  - sezonu zasadniczego VTB (2016)
  - ligi greckiej (2020)
  - II ligi włoskiej (2014 – 2,4)